# Élections parlementaires équatoguinéennes de 2022
Les élections parlementaires équatoguinéennes de 2022 se déroulent le 20 novembre 2022 afin de renouveler simultanément les deux chambres du Parlement de Guinée équatoriale. Une élection présidentielle a lieu simultanément.
Le Parti démocratique de Guinée équatoriale au pouvoir remporte l'intégralité des sièges à pourvoir.

## Contexte

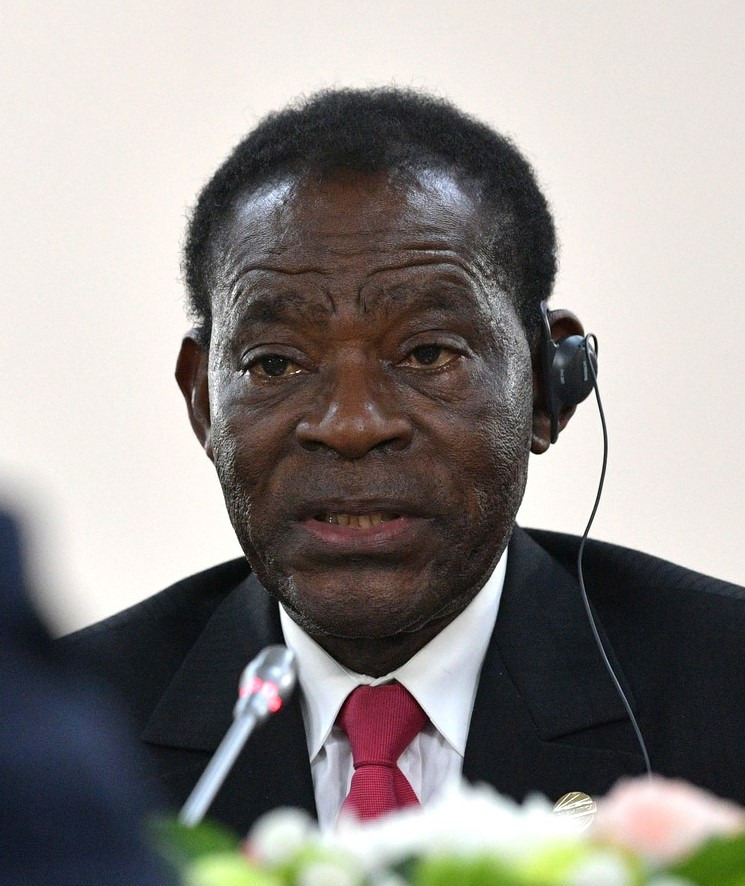
Teodoro Obiang Nguema Mbasogo

La vie politique équatoguinéenne est largement dominée par le Parti démocratique de Guinée équatoriale (PDGE) du président en exercice Teodoro Obiang Nguema Mbasogo, au pouvoir depuis 1979 et réélu en 2016, avec 93,53 % des voix et une participation de 92,70 %. Le 5 juin 2020, Teodoro Obiang Nguema Mbasogo fête son 78e anniversaire. Au pouvoir depuis plus de 42 ans, il est alors l'un des chefs d'État les plus âgés au monde, ainsi que le plus ancien président en exercice,.
Les précédentes élections parlementaires en novembre 2017 voient ainsi la victoire quasi totale du PDGE, qui remporte la quasi-totalité des sièges à pourvoir avec 99 sièges sur 100 à la chambre basse, et 55 sur 55 à la chambre haute.
Deux mois avant la tenue des élections parlementaires de 2022, le gouvernement décide l'organisation le même jour de l'élection présidentielle, avancée de cinq mois sur la date prévue. Le président sortant Teodoro Obiang Nguema Mbasogo est à nouveau candidat à sa réélection, dans le contexte d'une lutte pour la succession entre son fils et les principaux caciques du régime,.

## Système électoral
La Guinée équatoriale est dotée d'un parlement bicaméral composé d'une chambre basse, la Chambre des députés, et d'une chambre haute, le Sénat, renouvelées simultanément tous les cinq ans. Le vote n'est pas obligatoire,.
La Chambre des députés est composée de 100 députés élus au Scrutin proportionnel plurinominal à liste bloquées dans 7 circonscriptions plurinominales correspondants aux provinces de la Guinée équatoriale, avec un seuil électoral de 10%.
Le Sénat est pour sa part composé de 70 sénateurs, dont 55 élus selon le même type de scrutin, mais dans 19 circonscriptions plurinominales, avec un seuil électoral de 10% également. Les 15 autres sénateurs sont nommés pour la même durée de mandat par le président. Peuvent aussi s'ajouter à ces 70 sénateurs jusqu'à 3 ex-présidents, membres de plein droits.

## Résultats
|                          |                                                 |                |                |                |                |                |           |               |  |
| Partis                   | Partis                                          | Voix           | %              | +/-            | Députés        | +/-            | Sénateurs | +/-           |  |
|                          | Parti démocratique de Guinée équatoriale (PDGE) | 189 031        | 96,31          | 4,31           | 100            | 1              | 55        | en stagnation |  |
|                          | Convergence pour la démocratie sociale (CPDS)   | 5 743          | 2,93           | 0,7            | 0              | en stagnation  | 0         | en stagnation |  |
|                          | Parti de la coalition sociale démocrate (PCSD)  | 1 490          | 0,76           | Nv             | 0              | en stagnation  | 0         | en stagnation |  |
|                          | Membres nommés                                  | Membres nommés | Membres nommés | Membres nommés | Membres nommés | Membres nommés | 15        | en stagnation |  |
|                          |                                                 |                |                |                |                |                |           |               |  |
| Votes valides            | Votes valides                                   | 196 264        |                |                |                |                |           |               |  |
| Votes blancs             |                                                 |                |                |                |                |                |           |               |  |
| Votes invalides          |                                                 |                |                |                |                |                |           |               |  |
| Total                    | Total                                           |                | 100            | –              | 100            | en stagnation  | 70        | en stagnation |  |
| Abstentions              |                                                 |                |                |                |                |                |           |               |  |
| Inscrits / participation | Inscrits / participation                        | 427 661        |                |                |                |                |           |               |  |

## Conséquences
Uniquement confronté à une opposition de façade, le Parti démocratique de Guinée équatoriale remporte la totalité des sièges dans les deux chambres du parlement, dans le contexte d'arrestations massives d'opposants accusés de fomenter un complot en vue d'organiser des attentats,.